# Femniterga cinniana
Femniterga cinniana är en fjärilsart som beskrevs av William Chapman Hewitson 1877. Femniterga cinniana ingår i släktet Femniterga och familjen juvelvingar. Inga underarter finns listade i Catalogue of Life.